# Трематом Скотта
Тремато́м Ско́тта (лат. Pseudotrematomus scotti) — морская, антарктическая, донная рыба из семейства нототениевых (Nototheniidae) подотряда нототениевидных (Notothenioidei) отряда окунеобразных (Perciformes). Входит в состав подсемейства Трематомины (Trematominae).
Впервые вид был описан как Notothenia scotti в 1907 году бельгийско-британским зоологом, ихтиологом и ботаником Жоржем Альбертом Буланже (фр. George Albert Boulenger, 1858—1937) по голотипу, пойманному в море Росса. Назван в честь британского полярного антарктического исследователя, одного из первооткрывателей Южного полюса Роберта Фолкона Скотта (англ. Robert Falcon Scott, 1868—1912).
Донный, эврибатный, циркумполярно-антарктический вид, обитающий в высокоширотной зоне Антарктики на глубинах 20—800 м. Мелкая рыба, достигающая 16 см стандартной длины. Согласно схеме зоогеографического районирования по донным рыбам Антарктики, предложенной А. П. Андрияшевым и А. В. Нееловым, ареал вида находится в границах восточноантарктической и западноантарктической провинций гляциальной подобласти Антарктической области.
Может встречаться в уловах донных тралов на мелководном и углублённом шельфе, верхней батиали континентального склона Антарктиды, а также в желудках хищных рыб.

## Характеристика трематома Скотта
В первом спинном плавнике 5—6 гибких колючих лучей, во втором спинном плавнике 32—34 членистых луча, в анальном плавнике 29—32 членистых луча, в грудном плавнике 20—21 луч; лучей жаберной перепонки 6, изредка 5; общее число тычинок во внешнем ряду первой жаберной дуги 17—20, из них в нижней части — 10—14, в верхней части — 6—7 жаберных тычинок; поперечных рядов чешуй на теле 48—53; дорсальная боковая линия очень короткая, в ней насчитывается 10—23 трубчатых чешуи; в медиальной боковой линии трубчатые чешуи отсутствуют; общее число позвонков 47—48, из них туловищных 14—15 и хвостовых 32—34.
Тело, включая голову, покрыто главным образом ктеноидной чешуёй. Циклоидная чешуя покрывает брюхо, грудь, основания грудных плавников и нижнюю часть щёк. Затылок и межглазничное пространство полностью покрыты чешуёй; рыло полностью (или только в передней части) голое; предглазничная область на боках головы обычно полностью покрыта чешуёй.
Тело относительно короткое, сжатое с боков, невысокое; его высота составляет около 17—21 % стандартной длины тела. Голова умеренная в длину, около 28—32 % стандартной длины. Рот конечный. Верхняя челюсть выдвижная, её длина составляет 31—38 % длины головы. Глаз большой, 32—36 % длины головы. Межглазничное пространство очень узкое, 8—11 % длины головы. Отмечен половой диморфизм, выражающийся у самцов в заметно удлинённых последних лучах второго спинного и анального плавников, а также в более длинном хвостовом плавнике.
Общая окраска тела у фиксированных в формалине и спирте рыб серо-коричневатая, с пятью или меньшим числом поперечных тёмных полос на боках туловища, заметно расширяющихся в нижней части. Первый спинной плавник светлый в передней части и чернеющий к концу. Второй спинной плавник в целом темноватый, особенно в задней части, где имеется нечёткое чёрное пятно, отточенное белыми кончиками лучей. Окраска анального плавника в целом сходна с таковой второго спинного плавника, за исключением более светлой передней части. У половозрелых самцов белые кончики лучей в задней части второго спинного и анального плавников выглядят особенно контрастно. Грудные плавники светлые, с 3—4 узкими тёмными поперечными полосами. Брюшные плавники светлые в передней части и темнеющие или поперечно полосатые в дистальной части. Хвостовой плавник желтоватый у основания и светлеющий к концу, с 4—6 узкими тёмными поперечными полосами.

## Распространение и батиметрическое распределение
Распространён циркумполярно в окраинных морях Антарктиды, а также у Южных Шетландских и Южных Оркнейских островов. Встречается на шельфе и верхней части континентального склона в широком диапазоне глубин от 20 до 793 м.

## Размеры
Рыба мелкого размера, не превышающего 16 см стандартной длины.

## Образ жизни
Донный вид, обитающий главным образом на поверхности грунта. Смена пелагической мальковой стадии на донный образ жизни происходит на второе лето жизни. Питается бентосом и антарктическим крилем (Euphausia superba). В районе Антарктического полуострова в питании отмечены главным образом полихеты — сидячие и эррантные (свободноживущие), а также эвфаузиевые и амфиподы. У Южных Оркнейских островов и в море Уэдделла среди главных компонентов пищи были сходные группы бентических организмов — изоподы, амфиподы и полихеты. В морях Содружества (залив Прюдс), Дейвиса и Моусона в питании преобладал антарктический криль, как по встречаемости (56,8 %), так и по массе (88,5 %). Типично донные организмы — голотурии, полихеты и изоподы составляли около 11,5 % по массе пищевого комка.
Рыбы становятся половозрелыми при общей длине более 12,5 см и при массе более 21 г. Нерест происходит в конце весны — начале лета. По данным гистологического анализа гонад взрослых рыб из моря Моусона общей длиной 13,3—17,8 см и весом 18—67 г в середине марта самки имеют стадию зрелости яичников III, гонадосоматический индекс (отношение веса гонад к весу рыбы) 3,9—6,0 %, а диаметр ооцитов 0,78—0,86 мм. У самцов, находящихся в III и III-IV стадиях зрелости (гонадосоматический индекс 0,2—0,4 %) отмечен активный сперматогенез. Около 10 % исследованных рыб в море Моусона в этот период находились в посленерестовом состоянии с гонадами в VI-III стадии зрелости. У Антарктического полуострова в январе зарегистрировано вылупление личинок при стандартной длине около 8 мм, а с ноября по февраль отмечены постличинки длиной до 19 мм и пелагические мальки.

## Систематика
Трематом Скотта вместе с другими трематомами часто продолжает рассматриваться в составе традиционно принимаемого объёма рода Trematomus, как Trematomus scotti. Вместе с тем, согласно последней ревизии подсемейства Trematominae, все виды трематомов, за исключением единственного вида трематома-гонца (Trematomus newnesi) — типового вида рода, оставленного в роде Trematomus, помещены в новый род Pseudotrematomus.